# Carding
Carding é uma prática ilegal que envolve fraudes com cartões de créditos, usados por Carders a fim de fazer compras para si próprios e seus colegas e amigos.
Um dos métodos mais comuns para obtenção de tais cartões de créditos é o SPAM, no qual o criminoso envia mensagem á vítimas aleatórias com o intuito de capturar cartões de crédito a partir de páginas falsas, backdoors, vírus de computador e engenharia social.
Outro método usado é o "IRC" é utilizado basicamente como bate-papo e troca de arquivos, permitindo a conversa em grupo ou privada. Eles usam bastante
esses bate papos para 'checkar' os cartões para ver se estão com credito.
Hoje em dia é fácil de encontrar os Carders pois a internet se expandiu, podemos encontrar 'Carders' por toda parte (Telegram,discord
facebook,whatsapp etc...) eles usam as redes sociais para negociar os cartões roubados.
Em 2017 tivemos um caso em que um grupo/team divulgou uma lista com mais de 10 mil cartões de credito. Segundo fontes, um membro da equipe entrou em contato e divulgou algumas notas owl team
```
- Com a expansão da internet, ficou acessível a pratica de roubos/hacking, fizemos isso por uma boa causa.
- a boa causa é a segurança gerada pelos nossos atos, com isso a segurança aumentara, a população vão se importar mais com a segurança.
- segundo pesquisas, o Brasil conta com mais de 100 milhões de pessoas com acesso a internet, vamos supor que 1% usa a internet para meios ilegais, quem nos protegera dessas 1 milhões de pessoas? reflitam, amplexo @vitf.owl.
```